# Miss Universo 1986
Miss Universo 1986, la 35.ª edición del concurso de belleza Miss Universo, se celebró en el Teatro Anayansi en el Centro de Convenciones Atlapa, Panamá (Panamá) el 21 de julio.
Representantes provenientes de setenta y siete países y territorios compitieron por el título en esta versión del certamen que por sexta vez se realizó en Latinoamérica. Al final del evento, Miss Universo 1985, Deborah Carthy-Deu de Puerto Rico, coronó como su sucesora a Bárbara Palacios de Venezuela. Elegida por un jurado, la ganadora, una ejecutiva de publicidad de 22 años, se convirtió en la tercera representante de su país en obtener el título de Miss Universo después de Maritza Sayalero (Miss Universo 1979) e Irene Sáez (Miss Universo 1981). 
Este fue el vigésimo concurso animado de forma consecutiva por el presentador de televisión estadounidense Bob Barker; como comentarista, actuó la actriz de televisión Mary Frann. El programa fue transmitido vía satélite por la cadena de televisión estadounidense CBS en colaboración con TVN.

## Antecedentes

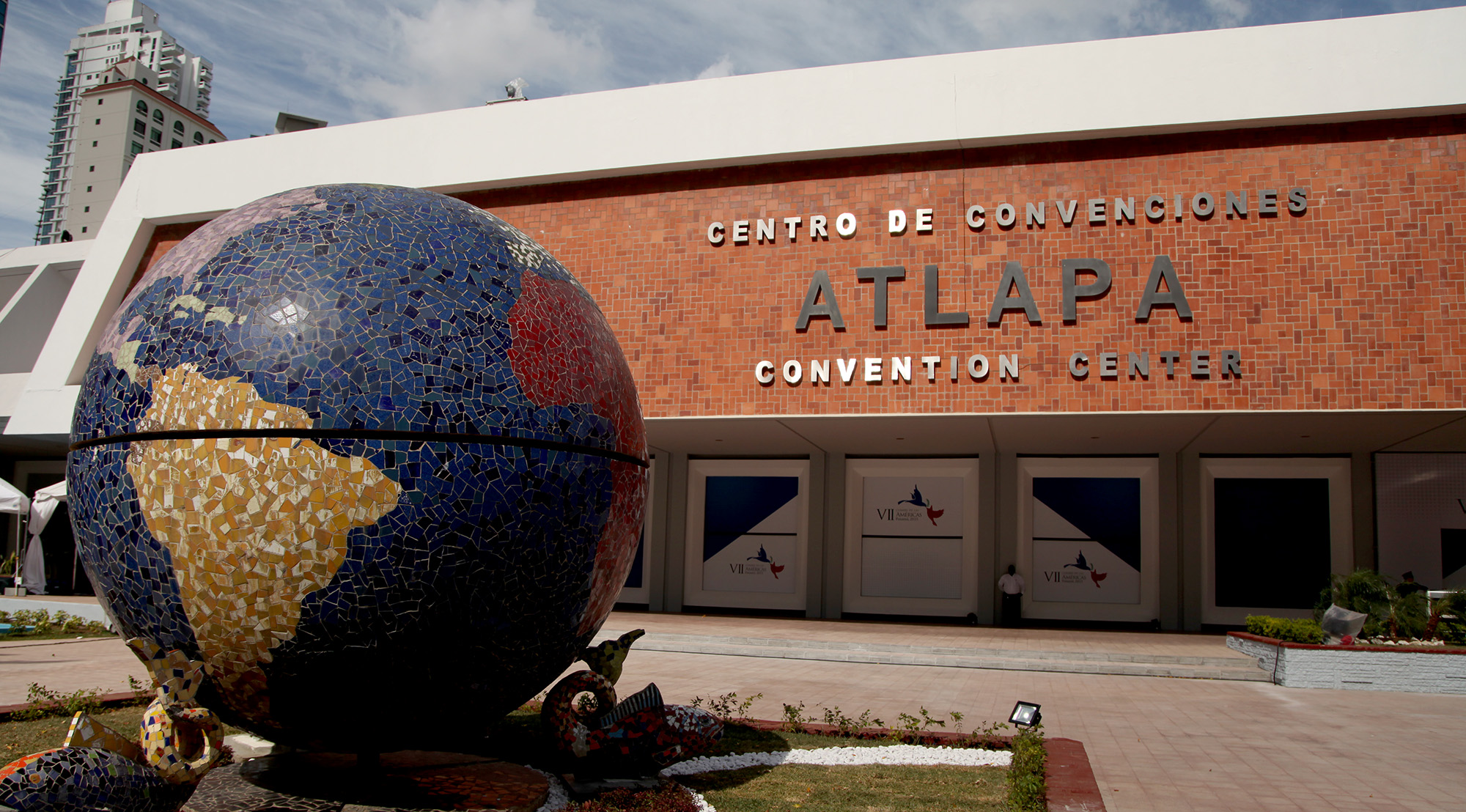
Centro de Convenciones Atlapa, recinto sede de Miss Universo 1986

### Sede y fecha
George Honchar, presidente de Miss Universe Inc., consideró trasladar el concurso de Miss Universo 1986 fuera de Miami. Entre las ciudades candidatas se encontraban Budapest (Hungría), El Cairo (Egipto), así como Canadá y España.
El 24 de abril de 1986, el Ministerio de Turismo de Panamá anunció que el concurso se llevaría a cabo en la Ciudad de Panamá el 20 de julio en el Centro de Convenciones Atlapa. Sin embargo, la fecha se pospuso un día. Panamá invirtió $2 millones en la organización del evento y otros $2 millones en la campaña publicitaria «Mi nombre es Panamá» para promover el turismo.

### Selección de candidatas
Esta edición marcó el debut de Costa de Marfil, y los regresos de Aruba, Jamaica, Suiza y Turquía. Jamaica había competido por última vez en 1975, mientras que los demás en 1984. Bermudas, Dominica, Haití, las Islas Caimán, Senegal, Tahití y Yugoslavia se retiraron. Tatjana Spasic de Yugoslavia fue descalificada porque no cumplía el requisito de edad.

## Resultados

### Clasificación final
La ganadora, las finalistas y las semifinalistas son las siguientes candidatas:
| Posición           | Concursante |
| ------------------ | --- |
| Miss Universo 1986 | - Venezuela - Bárbara Palacios (22) |
| 1.ª finalista      | - Estados Unidos - Christy Fichtner (23) |
| 2.ª finalista      | - Colombia - María Mónica Urbina (18) |
| 3.ª finalista      | - Polonia - Brygida Bziukiewicz (21) |
| 4.ª finalista      | - Finlandia - Tuula Polvi (20) |
| Semifinalistas     | - Brasil - Deise Nunes de Souza (18) - Zaire - Aimée Likobe Dobala (22) - Suiza - Eveline Glanzmann (21) - Chile - Mariana Villasante Aravena (23) - Puerto Rico - Elizabeth Robinson (20) |

### Premios especiales
Los premios de Traje nacional, Miss Simpatía y Miss Fotogénica fueron otorgados a las siguientes naciones y candidatas:
| Premio          | Premio          | Concursante                          |
| --------------- | --------------- | ------------------------------------ |
| Traje nacional  | Ganadora        | - Panamá - Gilda García López        |
| Traje nacional  | 2.º lugar       | - Brasil - Deise Nunes de Souza      |
| Traje nacional  | 3.er lugar      | - Chile - Mariana Villasante Aravena |
| Miss Simpatía   | Miss Simpatía   | - Guam - Dina Reyes Salas            |
| Miss Fotogénica | Miss Fotogénica | - Italia - Susanna Huckstep          |

## Puntajes oficiales

### Competencia semifinal
Según el orden en el que las diez semifinalistas fueron anunciadas, sus puntajes oficiales fueron los siguientes:
| País           | Promedio preliminar | Entrevista | Traje de baño | Traje de noche | Promedio semifinal |
| -------------- | ------------------- | ---------- | ------------- | -------------- | ------------------ |
| Brasil         | 8.289 (6)           | 8.175 (9)  | 8.810 (5)     | 9.160 (4)      | 8.715 (6)          |
| Colombia       | 8.310 (5)           | 8.850 (4)  | 8.620 (7)     | 9.340 (3)      | 8.936 (4)          |
| Puerto Rico    | 8.260 (9)           | 8.260 (7)  | 8.330 (10)    | 8.660 (10)     | 8.416 (10)         |
| Estados Unidos | 8.950 (1)           | 8.880 (3)  | 9.380 (1)     | 9.490 (2)      | 9.250 (2)          |
| Zaire          | 8.266 (8)           | 8.365 (6)  | 8.580 (8)     | 8.920 (7)      | 8.621 (7)          |
| Suiza          | 8.256 (10)          | 8.020 (10) | 8.740 (6)     | 8.870 (8)      | 8.543 (8)          |
| Venezuela      | 8.776 (2)           | 9.390 (1)  | 9.100 (2)     | 9.550 (1)      | 9.346 (1)          |
| Polonia        | 8.276 (7)           | 9.030 (2)  | 9.000 (3)     | 9.000 (6)      | 9.010 (3)          |
| Finlandia      | 8.530 (3)           | 8.470 (5)  | 8.880 (4)     | 9.120 (5)      | 8.823 (5)          |
| Chile          | 8.480 (4)           | 8.230 (8)  | 8.490 (9)     | 8.780 (9)      | 8.500 (9)          |

Las cinco finalistas fueron anunciadas en el siguiente orden: Estados Unidos, Finlandia, Polonia, Venezuela y Colombia.

### Competencia preliminar: traje de baño
Los puntajes de las candidatas en la competencia preliminar de traje de baño fueron los siguientes (las diez semifinalistas aparecen en cursiva y la ganadora, además, en negrita):
- 8.870 Estados Unidos
- 8.380 Venezuela
- 8.260 Finlandia
- 8.260 Holanda
- 8.210 Zaire
- 8.140 Italia
- 8.140 Polonia
- 8.110 España
- 8.110 Noruega
- 8.110 Reunión
- 8.100 India
- 8.000 Inglaterra
- 7.960 Brasil
- 7.960 Chile
- 7.870 Suiza
- 7.850 Grecia
- 7.780 Paraguay
- 7.740 Islandia
- 7.700 Malasia
- 7.680 Portugal
- 7.660 Uruguay
- 7.650 Alemania
- 7.650 Puerto Rico
- 7.610 Israel
- 7.600 Escocia
- 7.560 Guatemala
- 7.540 Colombia
- 7.530 Nueva Zelanda
- 7.520 México
- 7.480 Trinidad y Tobago
- 7.440 Líbano
- 7.420 Curazao
- 7.420 Dinamarca
- 7.400 Hong Kong
- 7.390 Gales
- 7.360 Francia
- 7.360 Japón
- 7.350 Suecia
- 7.320 Islas Vírgenes de los Estados Unidos
- 7.310 Gambia
- 7.280 Bahamas
- 7.260 Costa de Marfil
- 7.260 Perú
- 7.240 Irlanda
- 7.230 Panamá
- 7.220 Corea del Sur
- 7.180 Austria
- 7.120 Sri Lanka
- 7.060 Australia
- 7.050 Bélgica
- 7.040 Singapur
- 7.010 Canadá
- 6.960 Gibraltar
- 6.940 Luxemburgo
- 6.890 Argentina
- 6.890 Costa Rica
- 6.890 Honduras
- 6.860 Filipinas
- 6.810 Jamaica
- 6.800 Guam
- 6.800 República Dominicana
- 6.751 Chipre
- 6.750 Ecuador
- 6.730 Turquía
- 6.720 Samoa Occidental
- 6.710 Malta
- 6.690 Islas Cook
- 6.690 Tailandia
- 6.670 Barbados
- 6.650 Islas Marianas del Norte
- 6.590 Bolivia
- 6.550 Papúa Nueva Guinea
- 6.530 El Salvador
- 6.400 Belice
- 6.330 Islas Turcas y Caicos
- 6.180 Aruba
- 5.970 Islas Vírgenes Británicas

## El concurso

### Formato
Se seleccionaron diez semifinalistas mediante una competición preliminar y entrevistas a puerta cerrada. Las diez semifinalistas participaron en la competencia de traje de baño y de noche, y también respondieron preguntas en una breve entrevista en el escenario con el presentador Bob Barker. Posteriormente, se seleccionaron las cinco finalistas. Finalmente, las cinco finalistas aparecieron en el centro del escenario, donde cada juez les otorgó una posición, desde cuarta finalista hasta primera finalista, y finalmente, la ganadora. La candidata que obtuvo la mayoría de los votos como ganadora se coronó como Miss Universo 1986.

### Panel de jueces
El panel de jueces estuvo conformado por las siguientes doce personas:
- Don Correia, actor estadounidense
- Sandy Duncan, actriz estadounidense
- Lupita Ferrer, actriz venezolana
- Harry Langdon, fotógrafo
- Patrick Macnee, actor británico
- Kristy McNichol, actriz estadounidense
- Willard Pugh, actor estadounidense
- José Quintero, director de teatro panameño
- Paloma San Basilio, cantante española
- Jerry Timm, modelo
- Soon-Tek Oh, actor coreano-estadounidense
- Shawn Weatherly, Miss Universo 1980 de Estados Unidos

## Concursantes
Las candidatas al título de Miss Universo 1986 fueron las siguientes:
| País/Teritorio                       | Candidata                      | Edad | Procedencia          |
| ------------------------------------ | ------------------------------ | ---- | -------------------- |
| Alemania Occidental                  | Birgit Jahn                    | 20   | Núremberg            |
| Argentina                            | María de los Ángeles Fernández | 18   | Buenos Aires         |
| Aruba                                | Jacqueline Semeleer            | 22   | Oranjestad           |
| Australia                            | Lucinda Bucat                  | 21   | Perth                |
| Austria                              | Manuela Redtenbacher           | 18   | Linz                 |
| Bahamas                              | Marie Brown                    | 17   | Nasáu                |
| Barbados                             | Roslyn Williams                | 23   | Saint Michael        |
| Bélgica                              | Goedele Liekens                | 23   | Bruselas             |
| Belice                               | Romy Taegar                    | 21   | Ciudad de Belice     |
| Bolivia                              | Elizabeth O'Connor             | 17   | Tarija               |
| Brasil                               | Deise Nunes                    | 18   | Porto Alegre         |
| Canadá                               | Rene Newhouse                  | 20   | Cranbrook            |
| Chile                                | Mariana Villasante             | 23   | Santiago             |
| Chipre                               | Christina Vassaliadou          | 17   | Limasol              |
| Colombia                             | María Mónica Urbina            | 18   | Riohacha             |
| Corea del Sur                        | Young-ran Bae                  | 20   | Seúl                 |
| Costa de Marfil                      | Marie Françoise Kouamé         | 22   | Yamusukro            |
| Costa Rica                           | Aurora Velásquez               | 19   | San José             |
| Curazao                              | Christine Sibilo               | 17   | Willemstad           |
| Dinamarca                            | Helena Christensen             | 17   | Copenhague           |
| Ecuador                              | Verónica Sevilla               | 19   | Quito                |
| El Salvador                          | Vicky Elizabeth Cañas          | 17   | San Salvador         |
| Escocia                              | Natalie Devlin                 | 21   | Glasgow              |
| España                               | Concepción Tur Espinosa        | 20   | Málaga               |
| Estados Unidos                       | Christy Fichtner               | 23   | Dallas               |
| Filipinas                            | Violeta Naluz                  | 17   | Pampanga             |
| Finlandia                            | Tuula Polvi                    | 20   | Vaasa                |
| Francia                              | Catherine Carew                | 21   | Créteil              |
| Gales                                | Tracey Rowlands                | 21   | Swansea              |
| Gambia                               | Rose Marie Eunson              | 17   | Banjul               |
| Grecia                               | Vasilia Mantaki                | 20   | Atenas               |
| Guam                                 | Dina Ann Salas                 | 21   | Merizo               |
| Guatemala                            | Christa Wellman                | 19   | Ciudad de Guatemala  |
| Gibraltar                            | Gail Francis                   | 22   | Gibraltar            |
| Holanda                              | Caroline Veldkamp              | 20   | Ámsterdam            |
| Honduras                             | Sandra Navarrete               | 17   | San Pedro Sula       |
| Hong Kong                            | Robin Lee                      | 23   | Hong Kong            |
| India                                | Mehr Jesia                     | 17   | Bombay               |
| Inglaterra                           | Joanne Sedgley                 | 19   | Newquay              |
| Irlanda                              | Karen Shevlin                  | 21   | Belfast              |
| Islandia                             | Þóra Þrastardóttir             | 19   | Reikiavik            |
| Islas Cook                           | Lorna Sawtell                  | 20   | Rarotonga            |
| Islas Marianas del Norte             | Christine Guerrero             | 17   | Saipán               |
| Islas Turcas y Caicos                | Barbara Capron                 | 19   | Gran Turca           |
| Islas Vírgenes Británicas            | Shereen Flax                   | 21   | Road Town            |
| Islas Vírgenes de los Estados Unidos | Jasmine Turner                 | 24   | Santa Cruz           |
| Israel                               | Nilly Drucker                  | 18   | Beerseba             |
| Italia                               | Susanna Huckstep               | 17   | Trieste              |
| Jamaica                              | Liliana Cisneros               | 20   | Kingston             |
| Japón                                | Hiroko Esaki                   | 18   | Gifu                 |
| Líbano                               | Reine Barakat                  | 18   | Beirut               |
| Luxemburgo                           | Martine Pilot                  | 20   | Luxemburgo           |
| Malasia                              | Betty Chee                     | 19   | Kota Kinabalu        |
| Malta                                | Antoinette Zerafa              | 21   | Mosta                |
| México                               | Alejandrina Carranza           | 20   | Hermosillo           |
| Noruega                              | Tone Henriksen                 | 20   | Troms                |
| Nueva Zelanda                        | Christine Atkinson             | 19   | Auckland             |
| Panamá                               | Gilda García                   | 22   | Santiago de Veraguas |
| Papúa Nueva Guinea                   | Anna Wild                      | 18   | Goroka               |
| Paraguay                             | Johanna Kelner                 | 20   | Asunción             |
| Perú                                 | Karin Lindemann                | 21   | Piura                |
| Polonia                              | Brygida Bziukiewicz            | 21   | Varsovia             |
| Portugal                             | Mariana Carriço                | 21   | Lisboa               |
| Puerto Rico                          | Elizabeth Robison              | 20   | San Germán           |
| República Dominicana                 | Lissette Chamorro              | 18   | Santo Domingo        |
| Reunión                              | Geneviève Lebon                | 18   | Saint-Joseph         |
| Samoa                                | Tui Kaye Hunt                  | 20   | Apia                 |
| Singapur                             | Farah Lange                    | 23   | Singapur             |
| Sri Lanka                            | Indra Kumari                   | 21   | Colombo              |
| Suecia                               | Anne Rahmberg                  | 20   | Gothenburg           |
| Suiza                                | Eveline Glanzmann              | 21   | Allschwil            |
| Tailandia                            | Thaveeporn Klungpoy            | 21   | Bangkok              |
| Trinidad y Tobago                    | Candace Jennings               | 17   | Puerto España        |
| Turquía                              | Demet Başdemir                 | 19   | Estambul             |
| Uruguay                              | Silvana García                 | 23   | Montevideo           |
| Venezuela                            | Bárbara Palacios               | 22   | Caracas              |
| Zaire                                | Aimee Dobala                   | 22   | Kinsasa              |